# Lipscani

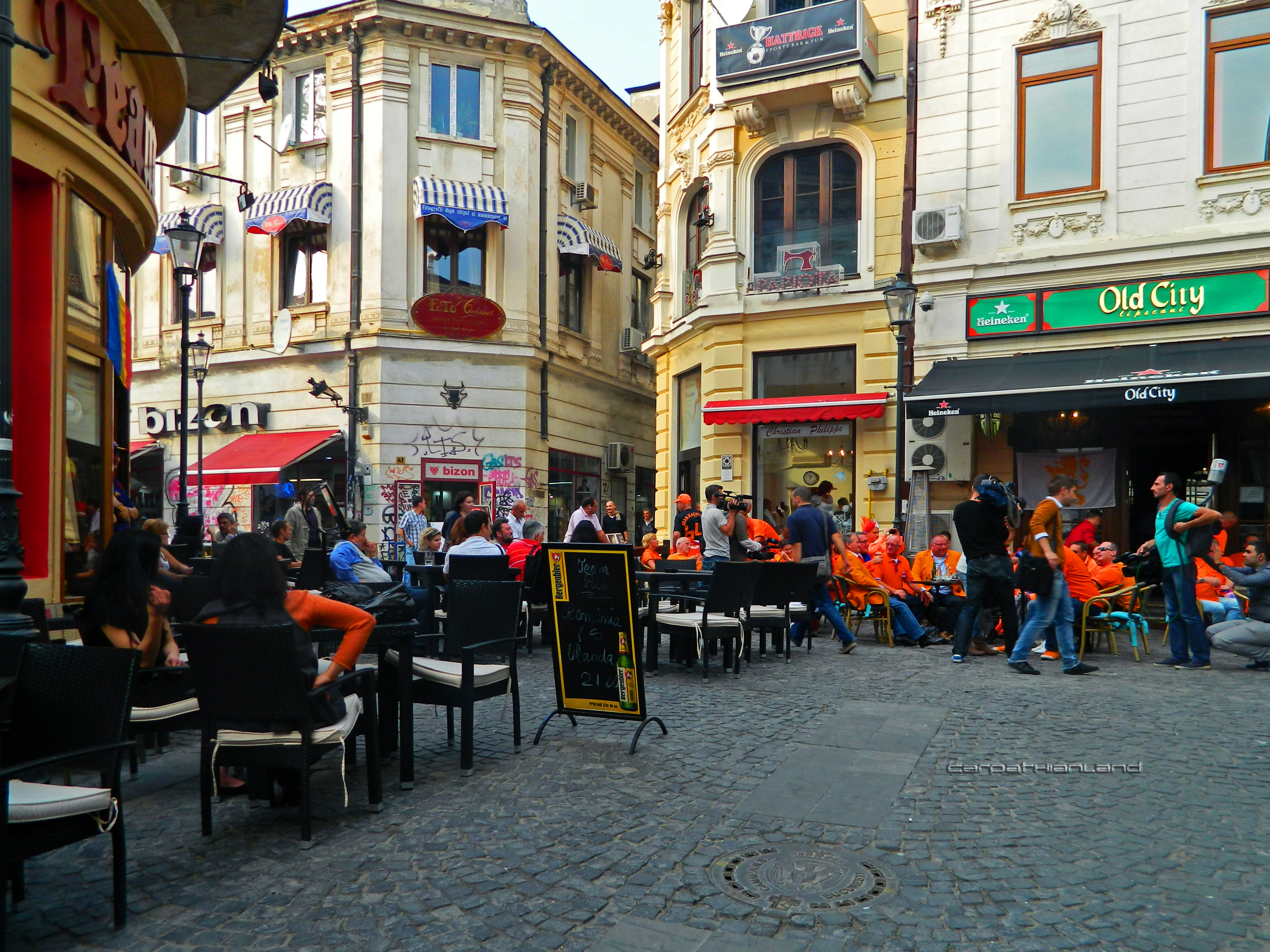
Gågata med restauranger och pubar i Lipscani

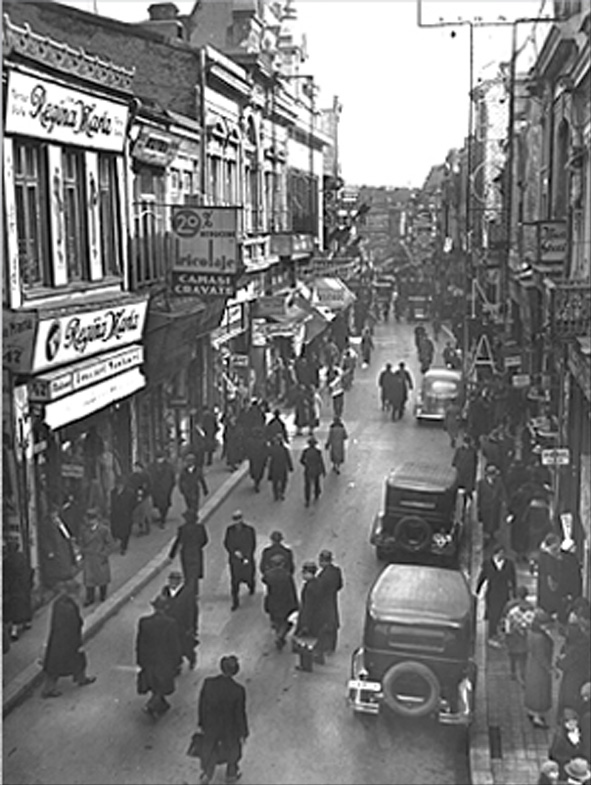
Lipscani 1930

Lipscani är en stadsdel i centrala Bukarest, Rumänien beläget söder om Universitetstorget och norr om Piața Unirii. Det är en del av stadens historiska stadskärna och benämns ibland som Gamla staden, Centrul vechi.
Från medeltiden och fram tills 1800-talets början var området Bukarests och hela Valakiets viktigaste kommersiella centrum. 1595 brändes denna del av staden ner av osmaner, men lät byggas upp av Mihai Viteazul. Namnet Lipscani kommer från Lipscana, som på 1700-talet var det rumänska namnet på den tyska staden Leipzig, därifrån en stor del av varorna som handlades i området kom. Ordet lipscan blev även en benämning för en person som handlade med varor från Västeuropa.
Under kommunistledaren Nicolae Ceaușescus bysystematiseringsprogram revs stora delar av Bukarests gamla stadskärna, men den planerade rivningen av Lipscani genomfördes aldrig. Området blev nedgånget, men har efter kommunismens fall till stora delar restaurerats och domineras numera av restauranger, pubar och nattklubbar.
I Lipscani finns bland annat Rumäniens centralbank och Curtea Veche, som är ruinerna efter ett prinsessresidens från Vlad III Draculas styre på 1400-talet.

## Rxterna länkar
- Wikimedia Commons har media som rör Lipscani.